# 玛尔塔·库碧索娃
玛尔塔·库碧索娃（捷克語：Marta Kubišová，1942年11月1日—）， 捷克女歌手、演员，1960年代捷克乐坛最受欢迎的女歌手之一。她的歌曲《玛尔塔的祈祷》被普遍视为1968年反抗华沙条约组织军队占领的民族抵抗运动的象征，她是1977年《七七宪章》的签署人之一，也是1989年天鹅绒革命的重要参与者。
库碧索娃于1942年出生于捷克布杰约维采，1962年开始在剧院从事演艺工作，1966年起逐渐走红。1969年推出首张个人专辑《歌曲与歌谣》，并组建流行音乐组合Golden Kids。1970年初被“正常化”政府诽谤封杀，此后长期淡出公众视野。1989年天鹅绒革命爆发后重返乐坛，1995年获得捷克国家荣誉功绩勋章，2017年宣布退休结束演艺生涯。

## 早年
1942年11月1日，库碧索娃出生于捷克布杰约维采，父亲是一名心脏病专家，母亲是一名家庭主妇，后来在布拉格的采莱特纳街卖唱片。1947年起，她开始学钢琴，1952年，全家搬到了波杰布拉迪。1959年，库碧索娃高中毕业后想要学医，但未能被大学的医学院或其他学院录取，开始在波杰布拉迪玻璃厂工作，此后三年间一直试图获取工厂推荐从而参加医疗面试，但未能如愿。

## 演艺生涯
在玻璃厂工作期间，库碧索娃时常在下午茶时间前往附近的宁布尔克参与一个舞蹈管弦乐队的表演活动。1961年，她报名参加了“寻找天才”比赛中并成功晋级决赛。1962年，受母亲启发，她前往帕尔杜比采的StOp剧院试镜并成功通过，于是在该剧院表演了一季。1963年，她与好友兼作曲家博胡斯拉夫·翁德拉切克一同获得了在皮尔森的阿尔法剧院的表演工作，一同先后出演了路德维克·阿什肯纳齐执导的《被偷走的月亮》与《黑梦》。1964年6月，她参与了当地第二届爵士音乐节的开幕式。

### 名声渐起
1964年9月，库碧索娃移居布拉格，开始在斯玛切卡街的Rokoko剧院表演，时常与当红歌手瓦尔德马·马图斯卡一同演出，期间获得了第一首热门歌曲《新月在外》。1965年12月，她开始与瓦茨拉夫·内卡日和海伦娜·冯德拉奇科娃合作，演出了戏剧《等待成名》()。1966年，她出演了扬·涅梅茨导演的电影《殉爱者》(），饰演了一个神秘女孩的角色。
1967年，库碧索娃首次获得金夜莺奖，与马图斯卡合作单曲《为爱沉睡》(）获得了布拉迪斯拉发七弦琴音乐节铜奖，同年出演了电视剧《信件机密》（Listy důvěrné）、音乐电视剧《鲁道夫三世之歌》(）与戏剧《伦纳德》等。1968年1月，库碧索娃与内卡日和冯德拉奇科娃一同前往法国戛纳的节庆宫在MIDEM展览会期间进行表演。3月，出演戏剧《哲学史》(），单曲《Cesta》获得七弦琴音乐节金奖。4月，应法国音乐制作人布鲁诺·科奎特里克斯的邀请前往奥林匹亚音乐厅演出。

### 布拉格之春后
1968年8月21日，华约组织入侵捷克斯洛伐克事件爆发，随后，库碧索娃演唱的歌曲《玛尔塔的祈祷》在全国被广泛传唱以表抗议，她也公开表达了对推动布拉格之春改革、时任捷共第一书记的亚历山大·杜布切克的支持。此后的几个月内，由于捷共内部的改革派仍然掌权，捷伐境内文艺活动仍然保持着一定的自由。11月1日，库碧索娃与内卡日和冯德拉奇科娃合作组建了流行乐队“Golden Kids”，年底在尤拉伊·赫兹执导的荒诞音乐剧《跛脚恶魔》里进行了表演。

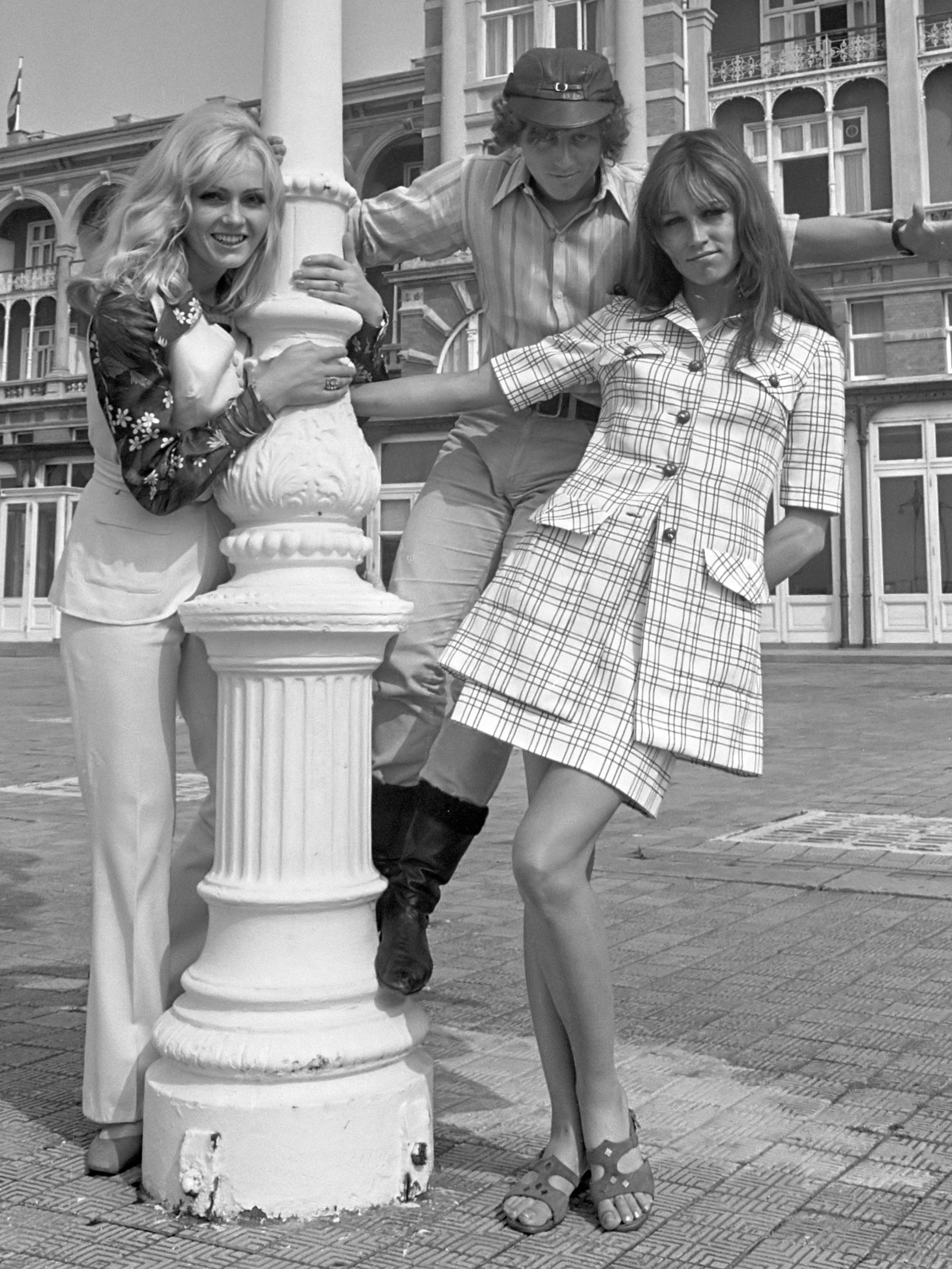
Golden Kids于1969年（左起：冯德拉奇科娃 、内卡日、库碧索娃）

1969年1月，捷克斯洛伐克电视台播出了电视影片《Gramo Hit 68》，影片末尾收录了《玛尔塔的祈祷》的MV，Gold Kids三人组再次前往法国戛纳参加MIDEM，但由于揚·帕拉赫自焚事件的发生，三人提前回到了布拉格。2月，库碧索娃第二次获得金夜莺奖，她在Karlín剧院与Golden Kids一同演唱了专辑《微魔术马戏团》，并与宝丽多唱片签约，该专辑和库碧索娃的首张个人黑胶唱片专辑《歌曲与歌谣》于同年发行。7月，库碧索娃参加了斯普利特音乐节并以单曲《亚特兰蒂斯》获得了铜奖。秋天，库碧索娃与涅梅茨结婚，他们以《歌曲与歌谣》里的音乐为蓝本一同录制了电视影片《创造潮流会带走爱》。
1970年1月，Golden Kids与德国电视二台联合制作了一部电影《讽刺王储》，但这部电影并未在捷克斯洛伐克境内上映。Golden Kids的最后一次演出于1970年1月27日在俄斯特拉发举行。2月，库碧索娃第三次获得金夜莺奖，但由于捷共“正常化”带来的更严格的审查制度，她必须秘密接受该奖项。

## 被封杀
1970年2月，捷伐的文艺机构Pragokoncert散布了一些由拙劣的剪接技术制作的、疑似库碧索娃的不雅照片，她随即失去了所有商业合作，从此无法公开进行任何文艺活动。库碧索娃以诽谤罪将Pragokoncert告上了法庭，虽然胜诉了，但是她的权益并未得到恢复。2月，Golden Kids因故解散，内卡日和冯德拉奇科娃决定继续开展演艺活动，库碧索娃写信给他们表示理解与支持。6月，库碧索娃为唱片公司Supraphon录制的唱片也遭到废弃。

### 个人生活
被封杀后，库碧索娃与丈夫涅梅茨移居到了他的家乡斯拉皮村，在当地的一家鸡肉包装厂找到了一份工作，丈夫则找到了一份拖拉机司机的工作。1971年，由于前一年的各种事件带来的心理压力，库碧索娃在怀孕八个月时流产，侥幸逃过临床死亡。1972年，涅梅茨希望重新开始他的导演生涯，因此移民美国，库碧索娃则选择留在捷克，于是与他离婚了。
1974年2月，库碧索娃嫁给了导演扬·莫拉维克。1979年6月1日，她生下了女儿卡特琳娜。作为库碧索娃的好友，剧作家、异议人士瓦茨拉夫·哈维尔见证了她的第二次婚礼并担任了其女儿的教父。1978年，库碧索娃在雅罗斯拉夫·胡特卡的公寓里录制了一些民谣歌曲，这些歌被收录在了瑞典发行的专辑《被禁止的第二文化歌手》中。1981年，因为丈夫莫拉维克在外偷情，库碧索娃与他离婚了。1981年至1989年间，库碧索娃在布拉格的一家住房开发公司担任后勤职工工作。

### 七七宪章
1977年，哈维尔发起了《七七宪章》运动，库碧索娃位列第一批签署者之中，并且自愿担任了《七七宪章》的发言人，接受了外国媒体的秘密采访，但随后捷克斯洛伐克国家安全局对她监视愈加严重。外界认为，可能是库碧索娃在1960年代的国际名声让她没有像其他签署者一样面临牢狱之灾。
1984年，哈维尔推荐库碧索娃成为地下乐队宇宙塑膠人的歌手，试镜很成功，但她随即收到了秘密警察的威胁。 

### 天鹅绒革命
1988年12月10日，在政府的默许下，库碧索娃应邀出现在了的纪念《世界人权宣言》40周年的示威活动中，并演唱了捷克斯洛伐克国歌，这也是她自1970年来首次公开露面。
1989年11月17日，布拉格爆发了纪念捷克民族反纳粹象征人物简·奥普莱塔尔的游行示威，学生团体邀请库碧索娃参与，但她此时因为女儿的缘故并未应邀。11月20日，库碧索娃短暂亮相，但由于是在购物回家的途中随即离场。11月22日，受到时任公民论坛领袖的哈维尔之邀，她在瓦茨拉夫广场的阳台上现身，演唱了《玛尔塔的祈祷》与捷克斯洛伐克国歌。接下来的几天里，她在瓦茨拉夫广场和莱特纳广场的示威活动中表演。

## 重返乐坛
1989年10月，库碧索娃应Ypsilon剧院之邀，在戏剧《灯下的夜晚》中演唱了《与Panem的冒险》。11月16日，她重返录音室为电影《奇怪的存在》录制了歌曲。12月，唱片公司Supraphon重新发行了库碧索娃的专辑《歌曲与歌谣》与一张老歌合辑《灯》。1990年6月2日，库碧索娃在卢塞尔纳宫举办了第一场独奏音乐演唱会，并被重新正式地颁发了1970年的金夜莺奖。
库碧索娃在天鹅绒革命后也短暂涉足了政坛，1990年6月，她以公民论坛党籍、在西波希米亚选区参与了众议院的选举并成功当选，但于同月辞去了职务，并未实际行使职权。
1991年，库碧索娃参与主持了基督降临节音乐会，10月，她重返Karlín剧院并在那里举办了音乐会。1992年2月，她参与了捷克电视台的动物保护TV影片《想要我吗？》的录制。1993年，她拍摄了个人音乐记录TV影片《事情发生在秋天》，导演为前夫莫拉维克，其中采用了她的新专辑《歌曲与心情》中的歌曲。1994年11月，她与内卡日和冯德拉奇科娃重返Golden Kids乐队，并开始举办Golden Kids系列演唱会。
1995年10月28日，库碧索娃被时任捷克总统的哈维尔授予了国家奖励功绩勋章。1997年，由亚当·格奥尔基耶夫所写的库碧索娃传记《捕捉太阳》出版了。2000年7月，库碧索娃前往日本参与制作了NHK记录片《嘿裘德：成为革命象征的杰作》，该片随后在东京电视台的黄金时段播出。
2005年，她的第二本传记书《我想天意如此》出版，由卢博斯·涅恰斯 撰写。多年来，库碧索娃定期在布拉格 Ungelt 剧院的家乡舞台上准备独奏音乐会。她还出演了室内音乐剧《Líp se loučí v neděli》 ，并因其表演获得了塔利亚奖。2005年，她发行了一张新专辑《Vítej, lásko》，歌词由约翰·施奈德 （John Schneider）创作。同年，她与美籍印度人Dave WHITE Wolf Trezak合作出版了CD专辑《在我的世界里》。2008年，超風发行了她的第一张DVD。2011年，玛格丽塔·西科斯卡·米什丘克 （Małgorzata Sikorska-Miszczuk）根据库碧索娃生平创作的戏剧在波兰奥尔什丁国际戏剧节 DEMOLUDY上演。
2017年11月，库碧索娃在家乡捷克布杰约维采举办了最后一场音乐会，结束了自己的演艺生涯。2018年1月1日，她被授予了斯洛伐克国家奖章白色双十字勋章，斯洛伐克总统安德雷·基斯卡在颁奖词中说，“她的歌声已成为人们追求自由的象征”，同时也表达了对她担任《七七宪章》发言人的赞许。 

## 荣誉
- 捷克
  - 二等国家功绩勋章（1995年10月28日）
  - 一等托马斯·加里格·马萨里克勋章（2023年10月28日）[21]
  - T.G.马萨里克荣誉勋章（捷克语：Masarykovo demokratické hnutí）（1998年3月7日）
  - 圣瓦茨拉夫荣誉勋章（2002年10月）[22]
  - 捷克文化女爵士奖（2015年2月）[23]
  - 捷克布杰约维采市功勋奖章（2017年11月）[19]
  - 维索基纳州石质奖章（2021年11月）[24]
- 法國
  - 法国荣誉军团勋章-骑士爵位（2012年10月30日）[25]
- 盧森堡
  - 卢森堡大公国功绩勋章（英语：Medal of Merit (Czech Republic)）骑士衔（2015年）
- 斯洛伐克
  - 二等白色双十字勋章（英语：Order of the White Double Cross）（2018年1月1日）

## 唱片目录

### Golden Kids
- Micro Magic Circus (超風, 1969)
- Golden Kids 1 (超風, 1970)

### 个人专辑
- Songy a balady (1969, 1990, 1996)
- Lampa (1990)
- Někdy si zpívám (1991)
- Songy a nálady (1993)
- Řeka vůni (1995)
- Singly 1 (1996)
- Bůh ví (1996)
- Nechte zvony znít (Singly 2) (1997)
- Dejte mi kousek louky (Singly 3) (1998)
- Modlitba (Singly 4) (1999)
- Marta Kubišova v Ungeltu (1999)
- Tajga Blues (Singly 5) (2000)
- Já jsem já (2004)
- Vítej, lásko (2005)
- Můj svět (2005)
- Vyznaní (2010)
- Touha jménem Einodis (2013)
- Magický hlas rebelky (2014)
- Soul (2016)

## 电影和电视
- Pátrání po Ester (2005)
- Kameňák 2 (2004)
- Zdivočelá země II (2001)
- Zpověď Ungelt (2000)
- Noční hovory s matkou (1999)
- Stalo se na podzim (1994)
- Hodnota tváře (1992)
- Zvláštní bytosti (1990)
- Vražda ing. Čerta (1970)
- Proudy lásku odnesou (1969) (TV)
- Bylo čtvrt a bude půl (1968)
- Kulhavý ďábel (1968)
- Gramo / Hit 68 (1968) (TV)
- Náhrdelník melancholie - Sedm písní Marty Kubišové (1968)
- Jak se krade milión (1967)
- Píseň pro Rudolfa III. (1967)
- Mučedníci lásky (1966)
- Vysílá studio A (1966)
- Revue v mlze (1966)